# عائشة جيلي ديري
عائشة جيلي ديري (بالصومالية: Caasha Geelle Diriye) سياسية صومالية وناشطة في المجتمع المدني، شغلت منصب وزيرة المرأة وشؤون الأسرة في ولاية بونتلاند الصومالية، في الفترة ما بين 2005 و2012، وشغلت منصب رئيس لجنة مراجعة الدستور الصومالي في الفترة ما بين 2014 و2015 وأسست عائشة مؤسسة عائشة جيلي كما شغلت منصب المدير التنفيذي فيها.

## النشأة
ولدت عائشة عام 1966 في مدينة جالكعيو مركز محافظة مدج بوسط الصومال.
بعد إكمالها التعليم الثانوي، التحقت بكلية لفولي التابعة للجامعة الوطنية الصومالية في العاصمة الصومالية مقديشو.

## حياتها المهنية

### المسيرة المهنية المبكرة
بعد تخرجها من الجامعة بدأت في التدريس في مدارس العاصمة مقديشو.
نشطت في مجال تعليم المرأة الصومالية في الفترة ما بين 1984 و1988، وأسست فيما بعد منظمة "اهتمامات المرأة الصومالية" عام 1988، وهي منظمة محلية غير حكومية، تنشط في كل من العاصمة مقديشو وكيسمايو والعديد من المدن الصومالية ولا تزال تنشط في المدن الكبرى في ولاية بونتلاند، وترأست عائشة كذلك مظلة (WAWA) للدفاع عن حقوق المرأة.

### حكومة بونتلاند
انتُخبت عائشة عضوا في مجلس النواب في بونتلاند وشغلت مقعدا في المجلس في الفترة ما بين 1998 و2008 لتمثل محافظة مدج.
عُينت عائشة في منصب وزيرة التنمية وشؤون الأسرة في ولاية بونتلاند، وشغلت المنصب في الفترة ما بين عامي 2005 و2012 وشهدت الوزارة خلال تلك الفترة نموا كبيرا. وبصفتها وزيرة المرأة ضمتها لجنة التحكيم في صندوق بونتلاند التعليمي عام 2011 وهو نظام مكافأة للمنح الدراسية تديره الدولة للطلاب المحليين المتميزين.

### مؤسسة TAG
أسست عائشة مؤسسة (عائشة جيلي) (بالإنجليزية: Asha Gelle Foundation (TAG Foundation)) وهي منظمة غير حكومية مقرها ولاية بونتلاند، وشغلت منصب المدير التنفيذي في المؤسسة.

### لجنة مراجعة الدستور
في مايو 2014 عُينت عائشة رئيسة للجنة مراجعة الدستور الصومالي الجديد. وضمة اللجنة خمسة أعضاء مكلفين بالإشراف على مسودة الدستور الاتحادي المؤقت (PFC). ورحب رئيس ولاية بونتلاند عبد الولي محمد علي بتعيين خبراء في اللجنة معربًا عن ثقته في المعينين، مشيرًا إلى أن عائشة تمثل ولاية بونتلاند في اللجنة. في 19 يونيو 2014 وافق البرلمان الاتحادي على اللجنة الحكومية، حيث صوت 139 نائبا لصالحه و 9 ضده و امتنع 10 نواب عن التصويت.
في 16 يوليو 2014 عقدت اللجنة المستقلة لمراجعة الدستور جلستها الافتتاحية في العاصمة الصومالية مقديشو. وحضر الجلسة عدد من كبار المسؤولين الحكوميين من بينهم الرئيس الصومالي حسن شيخ محمود، وناقش أعضاء اللجنة فيه ملفات أبرزها إجراءات التعديل الدستوري، وبروتوكولات عمل اللجنة.
في مارس 2015 أكملت لجنة مراجعة الدستور المرحلة الأولى من المراجعة وكان من المقرر أن تبدأ المرحلة الثانية بعد ذلك بوقت قصير، ووفقا لعائشة فإن المرحلة الأولى قد تضمنت التحقق من أي شكوك فنية أو سياسية في الدستور. ومن أهم ما جاء في المناقشات النقاش حول النظام الأنسب للبلاد النظام البرلماني أم الرئاسي، وأي مدينة يجب أن تكون العاصمة الوطنية، و قالت عائشة إن حوالي 85% من المسائل الخلافية في الدستوري كانت ذات طبيعة فنية في حين أن باقي المسائل كانت سياسية.
في 6 مايو 2015 استقالت عائشة جيلي من منصب رئيس لجنة مراجعة الدستور، وأشارت إلى عدم وجود وقت كافٍ أمام اللجنة لإكمال المهام المخصصة لها، وأشارت إلى أن بعض أعضاء اللجنة كانوا يعملون ببطء شديد، كما أشارت إلى أن نقص التمويل اللازم لإدارة شؤون اللجنة بشكل مستقل.